# Jan Leon Kozietulski
Le baron Jan Leon Kozietulski, né le 4 juillet 1781 à Skierniewice et mort le 3 février 1821 à Varsovie, est un noble polonais et officier des armées du duché de Varsovie pendant les guerres napoléoniennes. Il s'illustre particulièrement pendant la bataille de Somosierra où il charge les batteries espagnoles.

## Biographie
Né à l'époque de la république des Deux Nations, c'est un ami du baron Wincenty Krasiński, militaire et homme politique, enthousiaste partisan de Napoléon qui vient de créer le duché de Varsovie. Kozietulski rejoint la garde d'honneur de Varsovie, avec laquelle il participe à la bataille de Pułtusk et à la bataille d'Iławka. Cavalier distingué, en avril 1807 il devient commandant du 2e escadron des chevau-légers polonais de la Garde impériale, commandé par Krasiński. En mars 1808, Kozietulski gagne l'Espagne avec son unité, pour prendre part à la guerre d'indépendance espagnole.
À la bataille de Somosierra, le chef d'escadron Kozietulski mène ses hommes contre l'artillerie et l'infanterie espagnoles et a son cheval tué sous lui au cours de l'action. Même s'il n'est pas reconnu comme l'unique artisan de la victoire, il demeure en Pologne comme le vétéran le plus connu de cette campagne. Ainsi que 18 officiers polonais, il se voit attribuer la Légion d'honneur. Après la guerre d'indépendance espagnole, Kozietulski reste au service de Napoléon et se distingue à la bataille de Wagram, où son unité de cavaliers polonais affronte d'autres unités polonaises combattant aux côtés des Autrichiens. En 1811, il est fait baron d'Empire.
Pendant la campagne de Russie, Kozietulski se distingue le 25 octobre 1812 à Gorodnia, où il s'élance à la tête de son escadron sur les cosaques qui assaillent l'Empereur et son état-major. Après avoir récupéré de ses blessures, il revient au service actif et participe en 1813 à toutes les principales batailles de la campagne d'Allemagne pendant laquelle il est fait colonel-major des lanciers polonais de la Garde. Il prend part à la bataille des Nations et en 1814, il est fait commandant du 3e régiment d'éclaireurs de la Garde impériale. Après la défaite de Napoléon, Kozietulski revient en Pologne, devenue royaume du Congrès dont le tsar de Russie est le roi, et devient commandant du 4e régiment polonais de uhlans.
Il est surnommé « le brave des braves » par les soldats français.